# منطقة الشدفة الرابطة للمستضد
منطقة الشدفة(1)الرابطة للمستضد واختصاراً "منطقة فاب" (Fab region) هي منطقة من جزء الجسم المضاد مسؤولة عن التعرف على المستضد(مولد الضد) والارتباط به. وهي تتألف من مجال ثابت ومجال متغير لكل سلسلة من السلسلتين الثقيلة والخفيفة.يحتوي المجال المتغير على المستوقع (موقع ربط المستضد)، والذي يتألف من مجموعة من المناطق المُحددة للتتام/للتكامل، عند النهاية الأمينية للمونومير. وبالتالي فإن كل ذراع من Y يرتبط بحاتمة على المستضد.

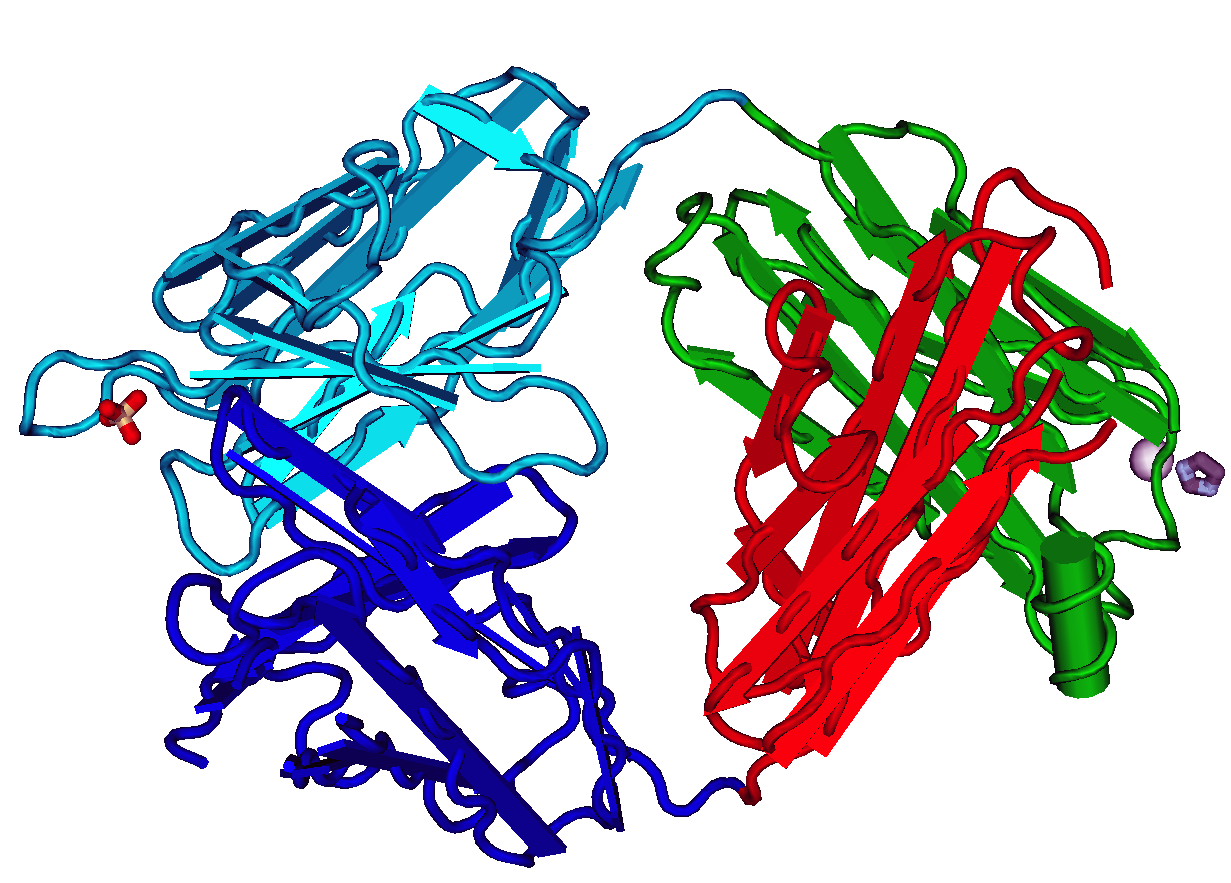
بنية الشدفة الرابطة للمستضد (فاب) مع السلاسل الخفيفة والثقيلة

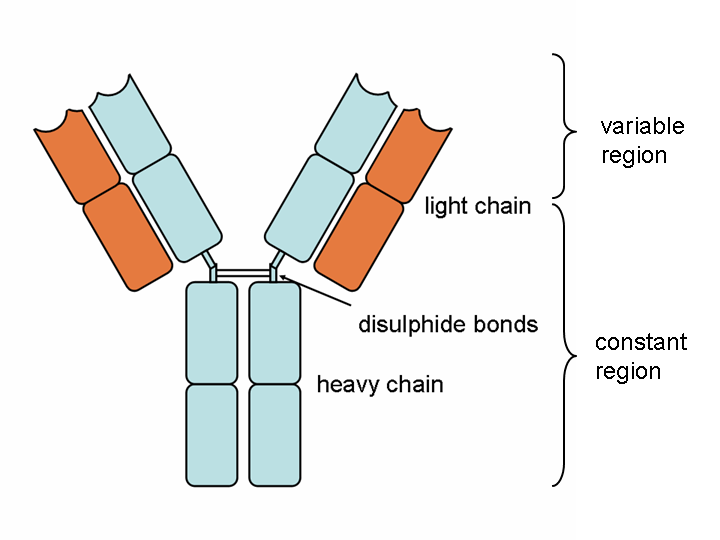
السلاسل الثقيلة والخفيفة، المناطق المتغيرة والثابتة في الجسم المضاد.
ينتج عن الجسم المضاد المهضوم بواسطة الباباين ثلاث شدفات: شدفتان من Fab وشدفة واحدة من Fc.
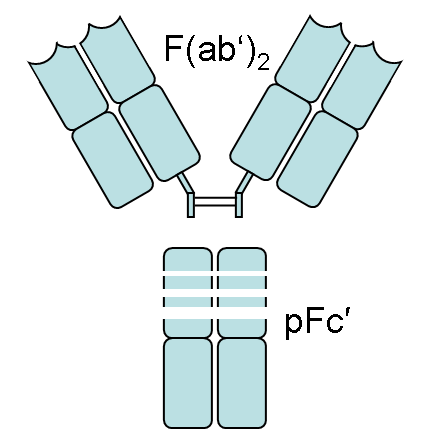
يُنتج الجسم المضاد الذي يتم هضمه بواسطة البيبسين شدفتين: شدفة F(ab')2 وشدفة pFc'

## الهوامش
1. الشدفة باللغة العربية هي الجزء أو القطعة من الشيء. 